# Vârleni
Vârleni – wieś w Rumunii, w okręgu Vâlcea, w gminie Stănești. W 2011 roku liczyła 298 mieszkańców.